# Ruud Elmendorp
Ruud Elmendorp (Nancy, 22 september 1961) is een Nederlandse correspondent in Afrika voor de Telegraaf, Voice of America, Al Jazeera, Deutsche Welle, Africanews, i24 News, TRT World, CGTN, VPRO en Getty Images.

## Biografie
Elmendorp begon in 1992 met televisie bij Stads TV Rotterdam, later RTV Rijnmond en is sinds 2001 freelance verslaggever en documentairemaker. Na een correspondentschap in Zuid-Soedan, reist hij sinds 2002 rond in Afrika en komt regelmatig in Nairobi in Kenia.
Zijn reportage over een ontmoeting met de Oegandese rebellenleider Joseph Kony in Congo won in 2006 de internationale prijs op het Videoreporter Festival in Berlijn, een nominatie voor de Rory Peck Award 2007 in Londen en een erevermelding bij de Webby Awards 2009 in New York.

## Boeken
- Zwart Glas, Prometheus 1997, Amsterdam.
- De Reiziger, Bert Bakker 2001, Amsterdam.